# Chelín de las Islas de la Magdalena
El chelín de las Islas de la Magdalena o menos conocido como chelín magdaleno fue la unidad monetaria del señorío de las islas de la Magdalena desde 1815 hasta 1825 que surgió para afianzar la autoridad señorial de Sir Isaac Coffin y para paliar la escasez de fraccionario de la libra esterlina, del chelín colonial y del dólar del ancla, con los que tenía paridad. El chelín magdaleno se subdividía en 12 peniques y por ello circularían juntos, y tenía una tasación de Halifax con respecto a los dólares españoles, por lo que ocho reales o un dólar equivalía a cinco chelines o sesenta peniques magdalenos.

## Historia
Las pequeñas islas de la Magdalena en el golfo de San Lorenzo fueron habitadas en forma estacional por pescadores y cazadores europeos y solo en 1597 hubo un intento fallido de colonización de cristianos brownistas ingleses. En 1627 pasaron a la  Compañía de la Nueva Francia pero solo logró que algunos franceses se quedaran esporádicamente y en 1653 las entregó como propiedad a Antonio Denys. Por lo tanto en esta época ya circulaban de manera ocasional entre los comerciantes estacionales los reales de a ocho españoles que se habían transformado en una moneda internacional, las escasas libras francesas y desde 1640 las monedas de vellón de la libra de las Colonias Francesas americanas.
Al ser disuelta dicha compañía privilegiada por el rey Luis XIV de Francia, se las adjudicó el 19 de enero de 1663 al comerciante François Doublet (Honfleur, Normandía–f. antes de 1678), secretario principal de la Compañía de las Indias Occidentales Francesas, y fue quien las llamó de esta manera en honor a su esposa Madeleine Fontaine. Cuando llegó a las islas estaban habitadas por veinte vascos pescadores que vivían en cabañas y al regresar a Francia dejó a veinte de sus tripulantes pero en 1664 al retornar a las islas, las encontró abandonadas y las construcciones en ruinas, por lo que dejó esta empresa colonizadora.
Siguieron poblándose esporádicamente de pescadores y cazadores franceses hasta que con la caída Louisbourg en 1745, la capital de la colonia de Isla Real y la dispersión de habitantes de Grand-Pré de Nueva Escocia en 1749, se empezaron a poblar de acadianos permanentemente y en los inicios se instalaron en la isla Havre Aubert.
Con el Tratado de París de 1763, al igual que el resto de Nueva Francia, fueron cedidas junto a la isla de Anticosti a los británicos y de esta manera pasaron a depender de la colonia de Terranova hasta 1774, año en que se las transfirió a la provincia de Quebec y cuando esta se dividió en dos, pasaron al Bajo Canadá desde 1791 hasta 1809, fecha en que junto a Anticosti y también con la Costa de Labrador volvieron a administrarse desde Terranova. Todas estas colonias con las islas de la Magdalena utilizaban en esta época las monedas de cobre del chelín colonial «de voce populi», «de Pitt», «de Machin» y «del Barco» hasta que comenzarían a escasear.
Las islas fueron entregadas a modo de señorío desde 1798 al almirante bostoniano Sir Isaac Coffin, I baronet y caballero de la Orden Real Güélfica, por su lealtad a la Corona británica en la guerra de la Independencia de los Estados Unidos y bajo la administración terranovense, emitió con ceca en Birmingham en 1815 unos tokens de 1 penique de cobre del chelín de las Islas de la Magdalena que llevó y distribuyó personalmente desde el Reino Unido para afianzar su poder señorial y que fueron muy aceptados y utilizados, inclusive fuera de las islas.
En 1822 comenzaron a llegar las monedas de plata del dólar del ancla de la América británica con paridad con el dólar español y el penique de cobre magdaleno siguió circulando a la par con la cotización de Halifax (1 dólar español = 60 peniques) y en donde también se aceptaban como medio de pago, pero dicho dólar británico fue tasado por 4 chelines con 2 peniques (50 peniques) y ya que la moneda más pequeña del dólar del ancla era 1⁄16 dólar de plata .892 o bien 1⁄2  real español, equivalía a 3 peniques magdalenos.
El chelín isleño siguió circulando hasta la revocación del señorío y nuevamente junto a la isla de Anticosti quedaron definitivamente reanexadas al Bajo Canadá en 1825.

## Fichas monetiformes otokens
Por la escasez de monedas y con la autorización real de crear unas propias, el propietario isleño Sir Coffin mandó al grabador Edward Thomason, quien recibió ayuda de Thomas Halliday, a acuñar en la ceca de Birmingham unas fichas comerciales monetiformes o  tokens de cobre en 1815 pero sin marca de ceca, para paliar la escasez principalmente de fraccionarios de la libra esterlina, del dólar del ancla de la América británica y «del barco» del chelín colonial. El Token se detalla en el párrafo subsiguiente: 
- 1 penique (2 sou) de cobre con año 1815 de 34 mm de diámetro, en el anverso con una foca sobre un bloque de hielo dentro de un círculo y orlado con la leyenda en inglés: MAGDALEN ISLAND TOKEN   *1815* (ficha comercial monetiforme de las islas de la Magdalena, 1815), con la fecha en el exergo, y en el reverso un bacalao salado, seco y abierto también dentro de un círculo, orlado con la leyenda en inglés: * SUCCESS TO THE FISHERY *   ONE PENNY (éxito para la pesca, un penique).[3]